# Mezinárodní výstavní centrum
Mezinárodní výstavní centrum, též Mezinárodní veletržní centrum (ukrajinsky Міжнародний виставковий центр, Mіžnarodnyj vystavkovyj centr), je koncertní a výstavní sál nacházející se v ukrajinském hlavním městě Kyjevě. Bylo otevřené v roce 2002 a s kapacitou až pro 11 tisíc lidí je největším výstavištěm na celé Ukrajině. Komplex se skládá ze tří hal o celkové ploše 58 000 m². V roce 2017 sloužilo jako místo konání 62. ročníku Eurovision Song Contest.